# 에밀루 해리스
에밀루 해리스(Emmylou Harris, 1947년 4월 2일 ~ )는 미국의 싱어송라이터이다. 가장 미국적인 목소리를 가진 가수로 손꼽히며, 2014년까지 그래미상을 13회 받았다. 2015년 폴라음악상을 받았다.